# Clásico porteño centenario
El Clásico porteño centenario fue la edición número 97 del Clásico porteño por Primera División, y 151 en total. El encuentro fue disputado el día 15 de octubre de 2016 por la novena fecha del Torneo de Apertura de 2016. Este partido fue jugado en el año en que se cumplían 100 años desde el primer encuentro disputado por ambos en la historia, que data del 14 de mayo de 1916, por ello se adoptó el nombre de «Clásico Porteño Centenario» para la ocasión. El ganador del encuentro fue Everton de Viña del Mar, que derrotó como visitante por 1-0 a Santiago Wanderers, lo que estiró su racha frente al cuadro porteño a 4 años invicto, y cortó una racha de 36 años sin vencerlo en el Estadio Elías Figueroa Brander por partidos de Primera División.

## Antecedentes

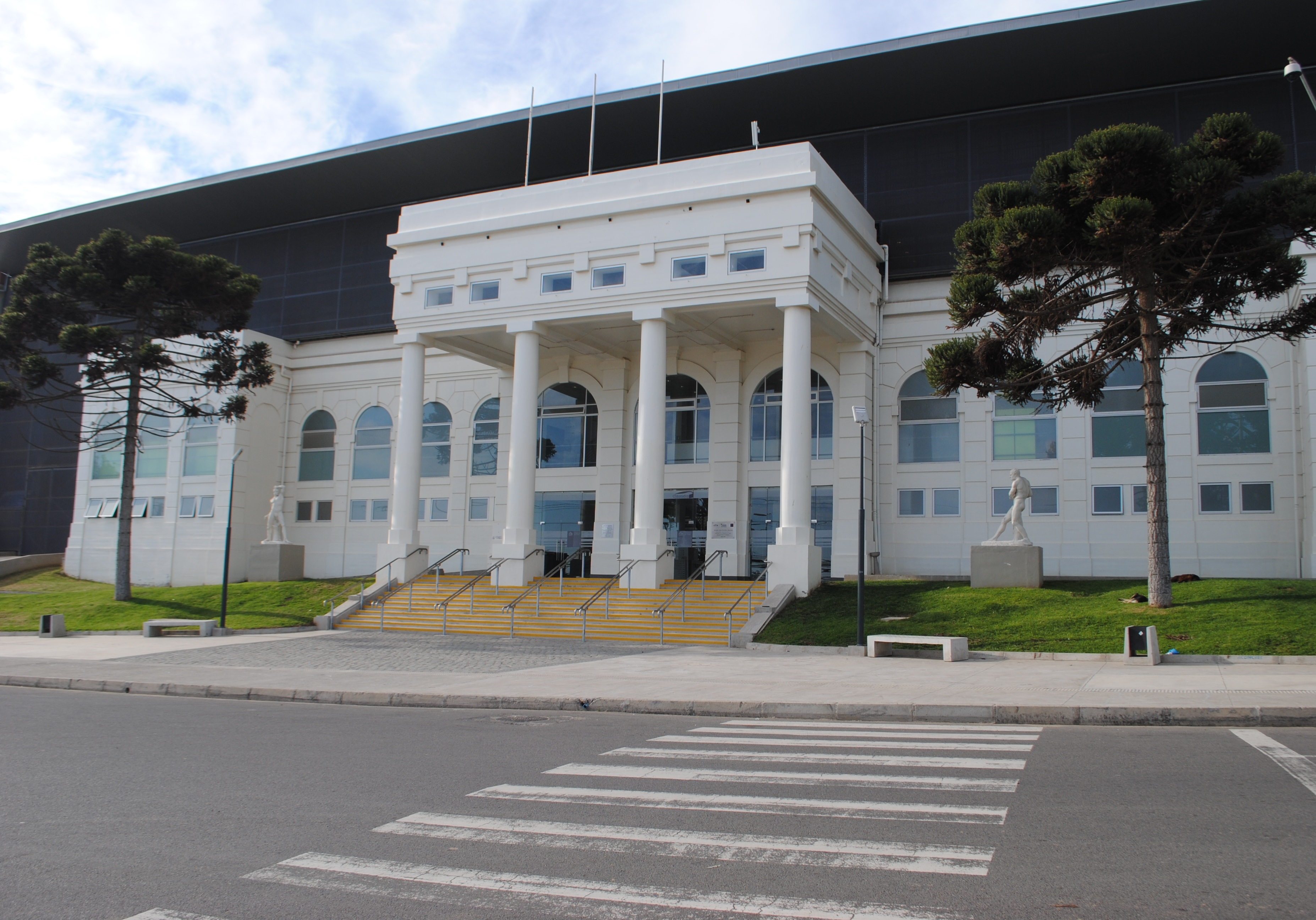
Frontis del Estadio Elías Figueroa Brander, recinto que albergó el «Clásico porteño centenario»

Ambos elencos se habían enfrentado por última vez en la fase de grupos de la Copa Chile 2015, donde el partido que debía ser jugado en el Estadio Sausalito fue suspendido debido a incidentes previos al encuentro. El partido jugado en el Estadio Elías Figueroa fue triunfo por 3-1 para los 'ruleteros'. El duelo suspendido fue reanudado el 5 de agosto, encuentro que terminó 1-1, y que definió el paso de Everton a la segunda fase, y la eliminación de los porteños.
En el Torneo de Apertura, Wanderers venía de vencer a la Universidad de Concepción por 2-0, y estaba en una expectante 4.ª posición en la tabla. Everton por su parte venía de una pobre campaña, la cual terminó en el despido de su técnico Héctor Tapia y la posterior contratación de Pablo Sánchez para revertir la situación, el cambio se vio reflejado en la contundente victoria ante Audax Italiano por 3-0, sin embargo a pesar de la victoria, venía como colista absoluto del torneo.
Además como anécdota, Wanderers no había sufrido derrotas en el Estadio Elías Figueroa Brander ante los 'ruleteros' hace 36 años por partidos de Primera División. La última vez que los viñamarinos habían derrotado a los 'caturros' en Valparaíso en esa instancia había sido el 14 de septiembre de 1980, encuentro en que triunfaron por 2-1. Sin embargo, recientemente los 'oro y cielo' venían con un registro de 5 victorias y 1 empate en los últimos 6 partidos disputados frente a su rival, siendo su última derrota el 29 de septiembre de 2013.

## Datos del partido
| 25    | POR   | Gabriel Castellón |     |
| 16    | DEF   | Óscar Opazo       |     |
| 2     | DEF   | Mario López       |     |
| 5     | DEF   | Mario Parra       |     |
| 4     | DEF   | Federico Pérez    |     |
| 13    | MED   | Matías Fernández  | 67' |
| 24    | MED   | Luis García       | 86' |
| 3     | MED   | Adrián Cuadra     | 67' |
| 22    | MED   | Rubén Farfán      |     |
| 10    | DEL   | David Terans      |     |
| 9     | DEL   | Javier Parraguez  |     |
| D. T. | D. T. | Eduardo Espinel   |     |

| 31    | POR   | Eduardo Lobos      |                     |  |
| 29    | DEF   | Camilo Rodríguez   | 67'                 |  |
| 22    | DEF   | Marcos Velásquez   |                     |  |
| 13    | DEF   | Cristián Suárez    |                     |  |
| 28    | DEF   | Dilan Zúñiga       |                     |  |
| 20    | MED   | Rodrigo Echeverría | Jugador del partido |  |
| 26    | MED   | Kevin Medel        |                     |  |
| 30    | MED   | Franco Ragusa      | 81'                 |  |
| 7     | DEL   | Maximiliano Cerato |                     |  |
| 17    | DEL   | Braian Rodríguez   |                     |  |
| 23    | DEL   | Steven Almeida     | 57'                 |  |
| D. T. | D. T. | Pablo Sánchez      |                     |  |

| 20 | MED | Ángelo Quiñones   | 67' |
| 29 | MED | Kevin Vásquez     | 67' |
| 8  | DEL | Rodrigo Pastorini | 86' |

| 16 | DEL | Nicolás Orellana | 57' |
| 6  | MED | Gino Alucema     | 67' |
| 32 | DEF | Matías Blázquez  | 81' |

|  |

|  | 72' | Rodrigo Echeverría |

| Amonestado | 59' | Óscar Opazo   |
| Amonestado | 72' | David Terans  |
| Amonestado | 83' | Kevin Vásquez |

| Amonestado | 48' | Maximiliano Cerato |

|  |

| Otorgado · Otorgado otra vez · Expulsado | 5' 88' | Braian Rodríguez |

| Árbitro             | Roberto Tobar   |
| Árbitros asistentes | Marcelo Barraza |
| Árbitros asistentes | Julio Díaz      |
| Cuarto árbitro      | Carlos Ulloa    |

| 25    | POR   | Gabriel Castellón |     |
| 16    | DEF   | Óscar Opazo       |     |
| 2     | DEF   | Mario López       |     |
| 5     | DEF   | Mario Parra       |     |
| 4     | DEF   | Federico Pérez    |     |
| 13    | MED   | Matías Fernández  | 67' |
| 24    | MED   | Luis García       | 86' |
| 3     | MED   | Adrián Cuadra     | 67' |
| 22    | MED   | Rubén Farfán      |     |
| 10    | DEL   | David Terans      |     |
| 9     | DEL   | Javier Parraguez  |     |
| D. T. | D. T. | Eduardo Espinel   |     |

| 31    | POR   | Eduardo Lobos      |                     |  |
| 29    | DEF   | Camilo Rodríguez   | 67'                 |  |
| 22    | DEF   | Marcos Velásquez   |                     |  |
| 13    | DEF   | Cristián Suárez    |                     |  |
| 28    | DEF   | Dilan Zúñiga       |                     |  |
| 20    | MED   | Rodrigo Echeverría | Jugador del partido |  |
| 26    | MED   | Kevin Medel        |                     |  |
| 30    | MED   | Franco Ragusa      | 81'                 |  |
| 7     | DEL   | Maximiliano Cerato |                     |  |
| 17    | DEL   | Braian Rodríguez   |                     |  |
| 23    | DEL   | Steven Almeida     | 57'                 |  |
| D. T. | D. T. | Pablo Sánchez      |                     |  |

| 20 | MED | Ángelo Quiñones   | 67' |
| 29 | MED | Kevin Vásquez     | 67' |
| 8  | DEL | Rodrigo Pastorini | 86' |

| 16 | DEL | Nicolás Orellana | 57' |
| 6  | MED | Gino Alucema     | 67' |
| 32 | DEF | Matías Blázquez  | 81' |

|  |

|  | 72' | Rodrigo Echeverría |

| Amonestado | 59' | Óscar Opazo   |
| Amonestado | 72' | David Terans  |
| Amonestado | 83' | Kevin Vásquez |

| Amonestado | 48' | Maximiliano Cerato |

|  |

| Otorgado · Otorgado otra vez · Expulsado | 5' 88' | Braian Rodríguez |

| Árbitro             | Roberto Tobar   |
| Árbitros asistentes | Marcelo Barraza |
| Árbitros asistentes | Julio Díaz      |
| Cuarto árbitro      | Carlos Ulloa    |